# Kinderhandel
Unter Kinderhandel versteht man laut dem Büro der Vereinten Nationen für Drogen- und Verbrechensbekämpfung (UNODC) die Anwerbung, den Transport, die Übersendung, die Unterbringung oder die Entgegennahme von minderjährigen Personen zum Zwecke ihrer Ausbeutung und zwar mittels Drohung oder Anwendung von Gewalt oder anderer Formen von Zwang, durch Entführung, Betrug, Täuschung, den Missbrauch von Macht oder einer Position der Verwundbarkeit oder durch das Geben oder Empfangen von Geld oder Begünstigungen, um so die Zustimmung einer Person zu erwirken, die die Kontrolle über eine andere innehat.
Schätzungen zufolge werden jährlich rund 400.000 Kinder im Rahmen von Menschenhandel über Ländergrenzen verbracht. Zu Kinderhandel innerhalb von Ländergrenzen liegen bislang keine offiziellen Schätzungen vor. Das Ausmaß von Kinderhandel in Deutschland und Dänemark wird im Vergleich zu anderen europäischen Ländern als besonders hoch eingeschätzt. Polizeilich erfasst werden in Deutschland überwiegend Fälle im Zusammenhang mit Zwangsprostitution.
Der Handel mit Kindern dient u. a. zum Zwecke:
- der Ausbeutung durch Arbeit (inkl. Sklavenarbeiten und Schuldknechtschaft)
- der sexuellen Ausbeutung (inkl. Prostitution und Pornographie)
- der Ausbeutung durch illegale Tätigkeiten (inkl. Betteln und Drogenhandel)
- der Adoption
- der Verheiratung

Kinderhandel ist aufgrund des internationalen Abkommens zur Unterdrückung des Frauen- und Kinderhandels vom 30. September 1921 eine unter Strafe zu stellende Tat.

## Rechtslage in Deutschland
In Deutschland ist Kinderhandel nach § 236 StGB strafbar in Form des Verkaufs und Kaufs von Kindern unter 18 Jahren und der unbefugten Vermittlung der Adoption oder dauernden Aufnahme einer Person unter 18 Jahren gegen Entgelt oder in Bereicherungsabsicht.
Des Weiteren ist die Ausbeutung von Kindern aufgrund vieler verschiedener Rechtsgrundlagen strafbar. (Sexueller Missbrauch von Kindern, Kinderpornographie, Menschenhandel etc.)
Das Haager Übereinkommen über den Schutz von Kindern und die Zusammenarbeit auf dem Gebiet der internationalen Adoption wurde in Deutschland am 22. November 2001 ratifiziert und trat zum 1. März 2002 in Kraft.